# Leonard Kipkoech Langat

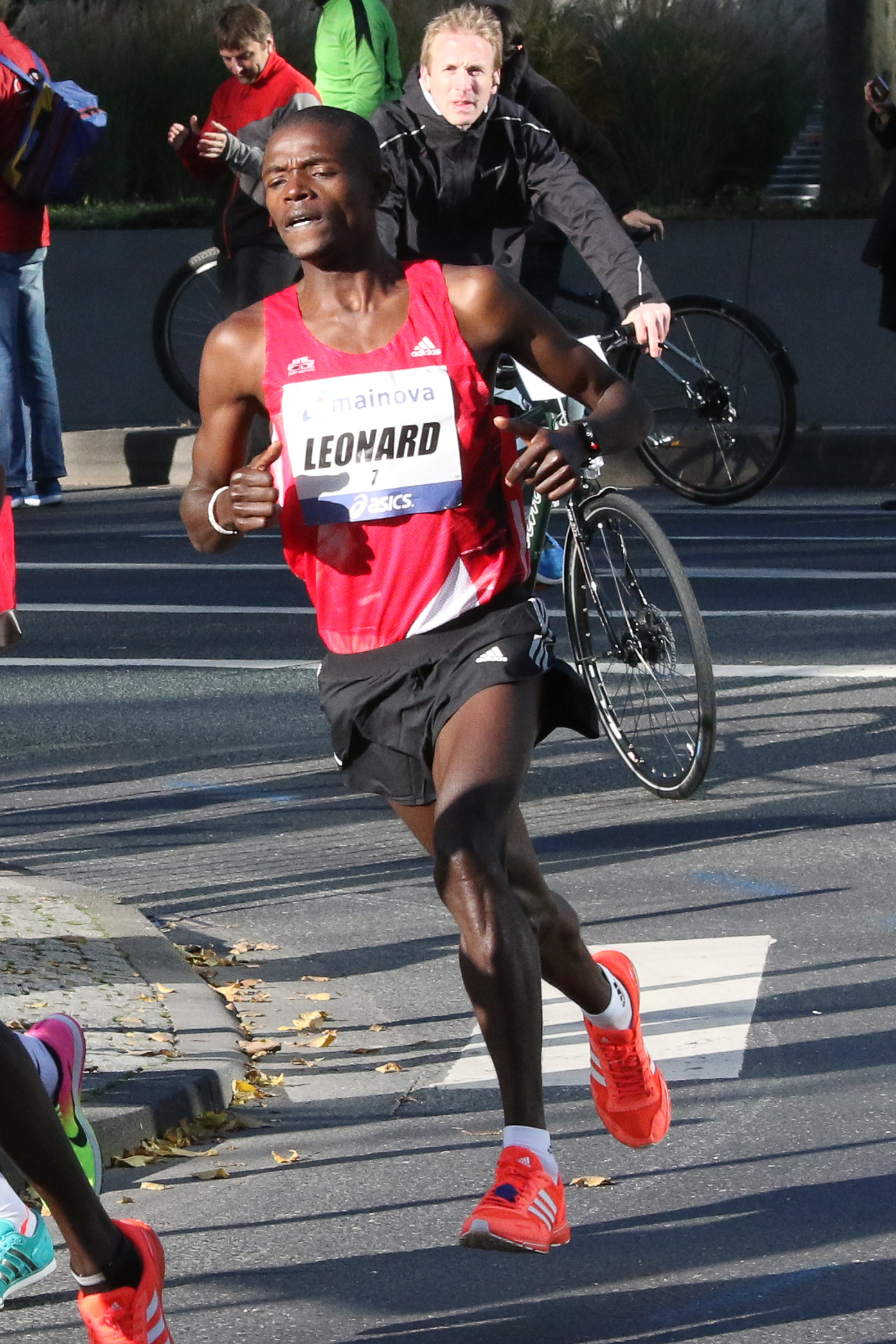
Leonard Kipkoech Langat während des Frankfurt-Marathons 2016

Leonard Kipkoech Langat (* 1990) ist ein kenianischer Langstreckenläufer, der sich auf Straßenläufe spezialisiert hat.

## Leben
2008 wurde er Sechster und 2009 Dritter beim Halbmarathon von Reims à toutes jambes.
2010 wurde er Elfter beim Berliner Halbmarathon und blieb dann bei der Route du Vin als erster Läufer überhaupt mit 59:56 min unter einer Stunde. Kurz danach war er beim Halbmarathonbewerb des Köln-Marathons siegreich.
Im Jahr darauf wurde er Dritter beim RAK-Halbmarathon, Siebter beim Lissabon-Marathon und Fünfter beim Würzburger Residenzlauf. Im Herbst verteidigte er seinen Titel bei der Route du Vin. 2012 wurde er Sechster beim Berliner Halbmarathon.
2021 wurde er Sieger des 38. Vienna City Marathons mit einer Zeit von 2:09:25 h und im darauffolgenden Jahr Zweiter mit einer Zeit von 2:06:59 h.

## Persönliche Bestzeiten
- 5000 m: 13:31,72 min, 19. Juni 2009, Carquefou
- 10-km-Straßenlauf: 27:50 min, 26. September 2010, Remich (Zwischenzeit)
- Halbmarathon: 59:18 min, 13. März 2016, Ostia
- Marathon: 2:06:59 h, 24. April 2022, Wien